# Радомир Крстић
Радомир Крстић (Бегеч, 23. новембар 1927 — Нови Сад, 2. децембар 2017) је био српски фудбалер, фудбалски тренер и функционер.
Потиче из села које је дало више врсних фудбалера. Школовао се у Новом Саду; дипломирао на Вишој педагошкој школи. Фудбалом је почео да се бави у екипи Војводине 1940. године. За време рата наступао у тиму бегечке Бачке. Био је затворен у радном логору (од маја 1944. до маја 1945), а после ослобођења приступио је фудбалском клубу Војводине.
Дебитовао је у првом тиму 1947. На месту левог крила играо је до јула 1959. Рекордер је по броју наступа, одиграо је 678 утакмица у црвено-белом дресу. Иза Тодора Веселиновића и Здравка Рајкова трећи је на листи голгетера Војводине. Постигао је 269 голова. С обзиром на то да је педесетих година у тиму Војводине био још један Крстић, Добросав, у новинским извештајима је Радомир Крстић често означаван као Крстић I, а Добросав Крстић (са којим није био у сродству) као Крстић II.
Завршио је Вишу тренерску школу и тренерским послом бавио се од 1959. у Војводини, да би 1962. постао селектор омладинске репрезентације Фудбалског савеза Србије. Технички директор Војводине био је од 1964, а на месту директора клуба налазио се 1967-68. Стручни саветник у ФСС 1964-67, а генерални секретар ФСС 1968-76, потом секретар ФС Војводине до пензионисања 1987.
У Фудбалском савезу Југославије од 1961. био је члан, касније и председник Омладинске комисије, затим члан Стручног савета, члан Извршног одбора, председник Комисије за мали фудбал.
Налазио се 1962. у стручном штабу омладинске репрезентације, која је на Европском првенству у Румунији заузела друго место и 1987. био је вођа пута омладинске селекције Југославије на Светском фудбалском првенству у Чилеу, када су „плави“ освојили прво место.
Добитник је Спартакове награде (1986), а додељене су му и дипломе заслужног фудбалског радника Војводине, Србије и Југославије, примио је и друга спортска признања.
Преминуо је 2. децембра 2017. у Новом Саду.